# November (band)
November is een Zweedse rockband, opgericht in 1969 in Stockholm door Christer Stålbrandt, Richard Rolf en Björn Inge.

## Bezetting
Oprichters
- Björn Inge[2] (drums, zang)
- Christer Stålbrandt[3] (basgitaar, zang)
- Rickard Rolf[4] (gitaar)

## Geschiedenis
Hun muziek is voornamelijk beïnvloed door Amerikaanse acid rock, met invloeden van heavy metal en blues en lijkt op een mix van The Cream, Mountain en Led Zeppelin. November begon in 1968 in Tegelhögen, een jeugdclub in Vällingby (een buitenwijk van Stockholm). In deze club speelden Christer Stålbrandt en Björn Inge met twee vrienden als The Imps. Na een paar maanden verliet Stålbrandt de band en formeerde hij de nieuwe band Train. Al snel kwam Björn Inge erbij. Train bevatte ook Snowy White als gitarist. In het vroege najaar van 1969 besloot Snowy terug te keren naar zijn geboorteland Engeland en trad Rickard Rolf toe als nieuwe gitarist. Op 1 november 1969 speelden ze als voorprogramma van Fleetwood Mac in de Que Club in Göteborg en daarom gaven ze zichzelf de bandnaam November.
November was een van de eerste Zweedse rockbands met Zweedse teksten. De meeste teksten zijn geschreven door Stålbrandt, die werd beïnvloed door de hippiebeweging uit de jaren 1960. Ondanks de Zweedse teksten was November succesvol in Engeland. De teksten werden tijdens de toeren in Engeland vaak in het Engels vertaald, maar fans stonden erop dat de Zweedse teksten werden gezongen. November nam vier albums, drie studioalbums en een livealbum op. November scheidde zich na hun laatste concert in Club Domino op oudejaarsavond 1972. Tussendoor verschenen ze pas samen op 30 november 1993 op het publicatiefeest voor hun live-cd uit 1971
Christer Stålbrandt probeerde de Zweedse groep Saga te formeren, Björn Inge sloot zich aan bij de jazzrockers Energy en Richard Rolf werd een van de oprichters van Bash. Op 27 januari 2007 traden ze opnieuw op tijdens de 20-jarige viering van het Mellotron label. Dit werd gevolgd door verschillende optredens.

## Discografie

### Albums
- 1970: En ny tid är här... (lp, Sonet Records 1970)
- 1971: 2:a November (lp, Sonet Records)
- 1971: Live (cd/lp, Sonet Records/Mellotronen Records 1993)
- 1972: 6:e November (lp, Sonet Records)

### Singles
- 1970: Mount Everest / Cinderella (7" Sonet Records)
- 1971: Men mitt hjärta ska vara gjort av sten / Mouchkta (Drömmen om malin) (7" Sonet Records)
- 1971: Mount Everest / Nobody’s Hand to Hold (7" Sonet Records)
- 1971: Tillbaks till Stockholm / Sista Resan (7" Sonet Records)

### Sampler-bijdragen
- 2007: Ta ett steg in i sagans land op The Essence of Swedish Progressive Music 1967-1979 - Pregnant Rainbows for Colourblind Dreamers (Premium Records)